# Secretario de Presidencia de Uruguay
El secretario de la Presidencia es un secretario de gobierno, quien integra la Presidencia de la República y actúa como tal en el Consejo de Ministros de Uruguay. 

## Cometidos
Según el artículo 168 de la Constitución de 1967 dicta: 
"El Presidente de la República designará libremente un Secretario y un Prosecretario, quienes actuarán como tales en el Consejo de Ministros. Ambos cesarán con el Presidente y podrán ser expulsados o reemplazados por éste, en cualquier momento."
En caso de que el Secretario no pueda cumplir funciones, se lo releva por el Prosecretario hasta que el Secretario vuelva a funciones o revelándolo definitivamente.

## Actualidad
El actual Secretario y Prosecretario de la Presidencia, son desde el 1°  de marzo de 2025, Alejandro Sánchez y el doctor Jorge Díaz.

## Secretarios
| N.º | Secretario            | Inicio del mandato      | Fin del mandato         | Presidente           |
| --- | --------------------- | ----------------------- | ----------------------- | -------------------- |
| 1   | Héctor Giorgi         | 1 de marzo de 1967      | 26 de marzo de 1971     |                      |
| 2   | Carlos Pirán          | 26 de marzo de 1971     | 28 de febrero de 1972   |                      |
| 3   | Luis Barrios Tassano  | 1 de marzo de 1972      | 27 de junio de 1973     | Juan Mª Bordaberry   |
| 4   | Álvaro Pacheco Seré   | 27 de junio de 1973     | 31 de agosto de 1976    | Periodo dictatorial  |
| 5   | Luis Vargas Garmendia | 1 de septiembre de 1976 | 1 de marzo de 1980      | Periodo dictatorial  |
| 6   | Enrique Ferri         | 1 de marzo de 1980      | 31 de agosto de 1981    | Periodo dictatorial  |
| 7   | Ángel Mario Scelza    | 1 de septiembre de 1981 | 12 de febrero de 1985   | Periodo dictatorial  |
| 8   | Vacante               | 12 de febrero de 1985   | 28 de febrero de 1985   |                      |
| 9   | Miguel Semino         | 1 de marzo de 1985      | 30 de noviembre de 1989 | Julio Mª Sanguinetti |
| 10  | Carlos Balsa          | 30 de noviembre de 1989 | 1 de marzo de 1990      | Julio Mª Sanguinetti |
| 11  | Pablo García Pintos   | 1 de marzo de 1990      | 28 de febrero de 1995   | Luis Lacalle Herrera |
| 12  | Elías Bluth           | 1 de marzo de 1995      | 29 de febrero de 2000   | Julio Mª Sanguinetti |
| 13  | Raúl Lago             | 1 de marzo de 2000      | 28 de febrero de 2005   | Jorge Batlle         |
| 14  | Gonzalo Fernández     | 1 de marzo de 2005      | 3 de marzo de 2008      | Tabaré Vazquez       |
| 15  | Miguel Toma           | 3 de marzo de 2008      | 28 de febrer de 2010    | Tabaré Vazquez       |
| 16  | Alberto Breccia       | 1 de marzo de 2010      | 31 de octubre de 2012   | José Mujica          |
| 17  | Homero Guerrero       | 1 de noviembre de 2012  | 28 de febrero de 2015   | José Mujica          |
| 18  | Miguel Toma           | 1 de marzo de 2015      | 29 de febrero de 2020   | Tabaré Vazquez       |
| 19  | Álvaro Delgado        | 1 de marzo de 2020      | 21 de diciembre de 2023 | Luis Lacalle Pou     |
| 20  | Rodrigo Ferrés        | 21 de diciembre de 2023 | 1 de marzo de 2025      | Luis Lacalle Pou     |
| 21  | Alejandro Sánchez     | 1 de marzo de 2025      | En el cargo             | Yamandú Orsi         |

## Subsecretarios
| N.º | Prosecretario          | Inicio del mandato      | Fin del mandato         | Partido                |
| --- | ---------------------- | ----------------------- | ----------------------- | ---------------------- |
| 1   | Carlos Pirán           | 1 de marzo de 1967      | 26 de marzo de 1971     | Partido Colorado       |
| 2   | Héctor Muzio           | 26 de marzo de 1971     | 28 de febrero de 1972   | Partido Colorado       |
| 3   | Álvaro Pacheco         | 1 de marzo de 1972      | 27 de junio de 1973     | Partido Colorado       |
| 4   | Aurelio Terra          | 27 de junio de 1973     | 31 de agosto de 1976    | Partido Colorado       |
| 5   | -                      | 1 de septiembre de 1976 | 1 de marzo de 1980      | sin filiación conocida |
| 6   | -                      | 1 de marzo de 1980      | 31 de agosto de 1981    | sin filiación conocida |
| 7   | Antonio Stella         | 1 de septiembre de 1981 | 12 de febrero de 1985   | sin filiación conocida |
| 8   | no hubo                | 12 de febrero de 1985   | 28 de febrero de 1985   | sin filiación conocida |
| 9   | Walter Nessi           | 1 de marzo de 1985      | 28 de febrero de 1990   | Partido Colorado       |
| 10  | Augusto Durán Martínez | 1 de marzo de 1990      | 28 de febrero de 1995   | Partido Nacional       |
| 11  | Alberto Scavarelli     | 1 de marzo de 1995      | 29 de febrero de 2000   | Partido Colorado       |
| 12  | Leonardo Costa         | 1 de marzo de 2000      | 28 de febrero de 2005   | Partido Colorado       |
| 13  | Jorge Vázquez Rosas    | 1 de marzo de 2005      | 3 de marzo de 2008      | Frente Amplio          |
| 14  | Jorge Vázquez Rosas    | 3 de marzo de 2008      | 28 de febrero de 2010   | independiente          |
| 15  | Diego Cánepa           | 1 de marzo de 2010      | 31 de octubre de 2012   | Frente Amplio          |
| 16  | Diego Cánepa           | 1 de noviembre de 2012  | 28 de febrero de 2015   | Frente Amplio          |
| 17  | Juan Andrés Roballo    | 1 de marzo de 2015      | 29 de febrero de 2020   | Frente Amplio          |
| 18  | Rodrigo Ferrés         | 1 de marzo de 2020      | 21 de diciembre de 2023 | Partido Nacional       |
| 19  | Mariana Cabrera        | 21 de diciembre de 2023 | 1 de marzo de 2025      | Partido Nacional       |
| 20  | Jorge Díaz (Designado) | 1 de marzo de 2025      |                         | Frente Amplio          |